# Liste von Orchestern
Auf dieser Liste stehen bekannte Sinfonieorchester und Kammerorchester der klassischen Musik. Einige Orchester sind, je nach Schreibweise ihres Namens, doppelt aufgeführt.
Für den Bereich der Alten Musik siehe Liste von Barockinterpreten; für Unterhaltungsorchester siehe Big Band. Siehe auch: Liste von Jugendorchestern.

## A
- Abaco-Orchester (München)
- Academy of St. Martin in the Fields (London)
- Adelaide Symphony Orchestra
- Akademische Orchestervereinigung Göttingen
- Akademisches Orchester Leipzig
- Akademisches Sinfonieorchester der Sankt Petersburger Philharmonie
- Akademisches Sinfonieorchester der Nationalphilharmonie Lwiw
- Akademisches Sinfonieorchester München
- Amati Ensemble München (Kammerorchester)
- American Composers Orchestra (New York)
- American Symphony Orchestra (New York)
- Ambassade Orchester Wien
- Anima Eterna Brugge
- Antwerp Symphony Orchestra
- Armenian National Philharmonic Orchestra
- Armenisch-Türkisches Jugendorchester
- Asian Youth Orchestra
- Atlanta Symphony Orchestra
- Augsburger Philharmoniker
- Austrian Festival Symphony Orchestra

## B
- Bach-Collegium Stuttgart
- Bachorchester zu Leipzig
- Baden-Badener Philharmonie
- Badische Philharmonie Pforzheim
- Badische Staatskapelle Karlsruhe
- Bad Reichenhaller Philharmoniker
- Baltimore Symphony Orchestra
- Baltische Philharmonie (Danzig)
- Bamberger Symphoniker
- Basel Sinfonietta
- Bayerische Kammerphilharmonie (Augsburg)
- Bayerisches Kammerorchester Bad Brückenau
- Bayerisches Landesjugendorchester
- Bayerisches Staatsorchester (Orchester der Bayerischen Staatsoper München)
- Bayer-Philharmoniker (Leverkusen)
- BBC Concert Orchestra (London)
- BBC National Orchestra of Wales (Cardiff)
- BBC Philharmonic (Manchester)
- BBC Scottish Symphony Orchestra (Glasgow)
- BBC Symphony Orchestra (London)
- Beethoven Orchester Bonn
- Bergische Symphoniker (Remscheid und Solingen)
- Berliner Philharmoniker
- Berliner Symphoniker
- Berner Kammerorchester
- Berner Symphonieorchester
- Bielefelder Philharmoniker
- Bilkent-Sinfonieorchester (Ankara)
- City of Birmingham Symphony Orchestra
- Blutenburg Kammerphilharmonie München
- Bochumer Symphoniker
- Klassische Philharmonie Bonn
- Borusan Istanbul Philharmonic Orchestra
- Boston Symphony Orchestra
- Bournemouth Symphony Orchestra
- Brandenburger Symphoniker
- Brandenburgisches Staatsorchester Frankfurt (Oder)
- Staatsorchester Braunschweig
- Bremer Kammerorchester
- Bremer Philharmoniker
- Bruckner Orchester Linz
- Brüsseler Philharmoniker
- Budapester Symphoniker
- Buffalo Philharmonic Orchestra
- Bundesjugendorchester (Bonn)
- Orchester der Bürger-Sänger-Zunft München

## C
- Cairo Symphony Orchestra
- Calgary Philharmonic Orchestra
- Camerata Balkania (Serbien, Albanien und Montenegro)
- Camerata Bern
- Camerata Klaipėda
- Camerata Salzburg
- Camerata Zürich
- Cappella Istropolitana
- Chamber Orchestra of Europe (London)
- Chamber Orchestra of Philadelphia
- Chicago Symphony Orchestra
- Chursächsische Philharmonie (Bad Elster)
- Cincinnati Symphony Orchestra
- City of Birmingham Symphony Orchestra
- Cleveland Orchestra
- Collegium Aureum (Köln)
- Collegium Musicum Basel
- Collegium Musicum Zürich (1941–1992)
- Columbia Symphony Orchestra
- Concertgebouw-Orchester (Amsterdam)
- Czernowitzer Philharmonie

## D
- Dallas Symphony Orchestra
- Dänisches Radio-Sinfonieorchester (Kopenhagen)
- Das Neue Orchester (Köln)
- Detroit Symphony Orchestra
- Deutsche Kammerphilharmonie Bremen
- Deutsche Radio Philharmonie Saarbrücken Kaiserslautern
- Deutsche Staatsphilharmonie Rheinland-Pfalz (Ludwigshafen am Rhein)
- Deutsches Filmorchester Babelsberg (Potsdam)
- Deutsches Symphonie-Orchester Berlin
- Dortmunder Philharmoniker
- Dresdner Kapellsolisten
- Dresdner Philharmonie
- Dresdner Sinfoniker
- Duisburger Philharmoniker
- Düsseldorfer Symphoniker

## E
- Eastman Wind Ensemble (Rochester)
- Eesti Riiklik Sümfooniaorkester (Tallinn)
- Elbland Philharmonie Sachsen (Riesa)
- English Chamber Orchestra (London)
- Ensemble 13 (Baden-Baden)
- Ensemble Avantgarde (Leipzig)
- Ensemble intercontemporain (Paris)
- Ensemble l’Itinéraire (Paris)
- Ensemble Modern (Frankfurt am Main)
- ensemble recherche (Freiburg im Breisgau)
- Ensemble Resonanz (Hamburg)
- Erzgebirgische Philharmonie Aue

## F
- Festival Strings Lucerne
- Filarmonica “Arturo Toscanini” di Parma
- Filmsinfonieorchester (Prag)
- Florida Orchestra (Tampa)
- Folkwang Kammerorchester (Essen)
- Ford-Sinfonieorchester (Köln)
- Frankfurter Opern- und Museumsorchester
- Frankfurter Orchester Gesellschaft
- Frankfurter Sinfoniker
- Franz-Lehár-Orchester (Wien)
- Französische Kammerphilharmonie

## G
- Georgian Philharmonic Orchestra
- Gewandhausorchester (Leipzig)
- Göteborger Symphoniker
- Göttinger Symphonieorchester
- Grand Rapids Symphony
- Grazer Akademische Philharmonie
- Grazer Philharmoniker
- Grazer Salonorchester
- Grazer Universitätsorchester
- Gürzenich-Orchester Köln
- Gustav Mahler Jugendorchester (Wien)

## H
- Hallé-Orchester (Manchester)
- Hamburger Camerata
- Hamburger Symphoniker
- Haydn-Orchester von Bozen und Trient
- Heidelberger Sinfoniker
- HET Symfonieorkest (Enschede)
- Hofer Symphoniker
- Hofkapelle Stuttgart
- Holst-Sinfonietta (Freiburg im Breisgau)
- Hong Kong Philharmonic Orchestra
- Houston Symphony Orchestra
- hr-Sinfonieorchester (Frankfurt am Main)
- Hyōgo Performing Arts Center Orchestra (Nishinomiya)

## I
- I Musici (Rom)
- I Musici de Montréal (Montreal)
- I Solisti Veneti (Venedig)
- Indianapolis Symphony Orchestra
- Irakisches Jugendorchester (Arbil, Nordirak)
- Irish Chamber Orchestra (Limerick)
- Isländisches Sinfonieorchester (Reykjavík)
- Israel Chamber Orchestra (Tel Aviv-Jaffa)
- Israel Philharmonic Orchestra (Tel Aviv)
- Istanbul State Symphony Orchestra

## J
- Japan-Century-Sinfonieorchester (Toyonaka)
- Jenaer Philharmonie
- Jerusalem Symphony Orchestra
- Jewish Chamber Orchestra Munich
- Johann Strauss Ensemble (Linz)
- Johann-Strauss-Orchester Salzburg
- Johann-Strauß-Orchester Frankfurt
- Johann Strauss Orchester Leipzig
- Jugend Sinfonie Orchester Konservatorium Bern
- Jugendorchester der Europäischen Union
- Jugendsinfonieorchester der Musikschule Leipzig „Johann Sebastian Bach“
- Jugendsinfonieorchester der Tonhalle Düsseldorf
- Jugendsinfonieorchester des Konservatoriums Cottbus
- Junge Deutsche Philharmonie (Frankfurt am Main)
- Junge Münchner Philharmonie
- Junge Philharmonie Brandenburg
- Junge Philharmonie Erlangen
- Junge Philharmonie Köln
- Junge Sinfonie Köln
- Junges Philharmonisches Orchester Niedersachsen (JPON)
- Junges Sinfonieorchester Hannover

## K
- Kammerorchester Basel
- Kammerorchester Carl Philipp Emanuel Bach (Berlin)
- Kammerorchester des Saarländischen Rundfunks
- Kammerphilharmonie Leipzig
- Kammersymphonie Leipzig
- Kentucky Symphony Orchestra (Newport)
- Klaipeda Chamber Orchestra (Litauen)
- Klangforum Wien
- Klassische Philharmonie Bonn
- Klassische Philharmonie NordWest
- Kölner Akademie
- Kölner Kammerorchester
- Kölner Kurrende
- Kölner Rundfunk-Sinfonie-Orchester
- Kölner Symphoniker
- Königliche Kapelle Kopenhagen
- Königliches Concertgebouw-Orchester (Amsterdam)
- Königliches Philharmonisches Orchester (Stockholm)
- Konzerthausorchester Berlin
- Kremerata Baltica (Riga)
- Kroma Ensemble (Brüssel)
- Kurorchester Bad Kissingen
- Kurpfälzisches Kammerorchester (Mannheim)

## L
- Landesblasorchester Baden-Württemberg
- Landesblasorchester NRW
- Landesjugendblasorchester Brandenburg
- Landesjugendorchester Baden-Württemberg
- Landesjugendorchester Schleswig-Holstein
- Landesjugendorchester Thüringen
- Landeskapelle Eisenach
- Landespolizeiorchester Brandenburg
- Landespolizeiorchester Nordrhein-Westfalen
- Lautten Compagney (Berlin)
- Leipziger Kammerorchester
- Leipziger Symphonieorchester
- Leipziger Universitätsorchester
- Leningrader Philharmonie
- Litauisches Nationales Symphonieorchester (Vilnius)
- Litauisches Staatliches Symphonieorchester (Vilnius)
- Royal Liverpool Philharmonic Orchestra
- Loh-Orchester Sondershausen
- London Classical Players
- London Contemporary Orchestra
- London Metropolitan Orchestra
- London Mozart Players
- London Philharmonic Orchestra
- London Sinfonietta
- London Symphony Orchestra
- Los Angeles Philharmonic Orchestra
- Louisville Orchestra
- Lucerne Festival Orchestra (Luzern)
- Luzerner Sinfonieorchester

## M
- Mädchenorchester von Auschwitz
- Madison Symphony Orchestra
- Mahler Chamber Orchestra (Berlin)
- Mainzer Kammerorchester
- Malaysian Philharmonic Orchestra (Kuala Lumpur)
- Malmö Symfoniorkester
- Mannheimer Bläserphilharmonie
- Mannheimer Philharmoniker
- MDR-Sinfonieorchester (Leipzig)
- Mecklenburgische Staatskapelle Schwerin
- Meininger Hofkapelle
- Melbourne Symphony Orchestra
- Mendelssohn Kammerorchester Leipzig
- Milwaukee Symphony Orchestra
- Minnesota Orchestra (Minneapolis)
- Modern Sounds Orchestra (Seelze bei Hannover)
- Moskauer Philharmonisches Orchester
- Moskauer Staatliches Akademisches Sinfonieorchester
- Mozarteumorchester Salzburg
- Münchener Kammerorchester
- MünchenKlang
- Münchner Philharmoniker
- Münchner Rundfunkorchester
- Münchner Symphoniker
- Studentenorchester Münster
- Musica Antiqua Köln
- Musikkollegium Winterthur

## N
- Nashville Symphony
- National Symphony Orchestra (Washington, D.C.)
- National Symphony Orchestra Ghana (Accra)
- Nationales Radio-Sinfonieorchester der Ukraine (Kiew)
- Nationales Sinfonieorchester der Ukraine (Kiew)
- Nationales Symphonieorchester des Polnischen Rundfunks (Katowice)
- Nationales Symphonieorchester Estland (Tallinn)
- Nationaltheaterorchester Mannheim am Nationaltheater Mannheim
- NBC Symphony Orchestra (New York)
- NDR Radiophilharmonie (Hannover)
- NDR Elbphilharmonie Orchester (Hamburg)
- Neubrandenburger Philharmonie
- Neue Philharmonie Frankfurt (Offenbach am Main)
- Neue Philharmonie Westfalen
- Neues Bachisches Collegium Musicum (Leipzig)
- Neues Orchester Basel
- Neues Philharmonieorchester Japan (Tokio)
- Neues Rheinisches Kammerorchester (Köln)
- New Jersey Symphony Orchestra (Newark)
- New Mexico Symphony Orchestra (Albuquerque)
- New Zealand Symphony Orchestra (Wellington)
- New Yorker Philharmoniker
- NHK-Sinfonieorchester (Tokio)
- Niederländisches Philharmonisches Orchester (Amsterdam)
- Niedersächsisches Jugendsinfonieorchester (Hannover)
- Niedersächsisches Staatsorchester Hannover
- Norddeutsche Philharmonie Rostock
- Norddeutsche Sinfonietta (Rendsburg)
- Nordisches Sinfonieorchester (Tallinn)
- Nordwestdeutsche Philharmonie (Herford)
- Northern Chamber Orchestra (Manchester)
- Sinfonieorchester der Norrlandoper (Umeå)
- Nürnberger Jugendorchester
- Nürnberger Philharmoniker
- Nürnberger Symphoniker

## O
- Odeon-Jugendsinfonieorchester München
- Oldenburgisches Staatsorchester am Oldenburgischen Staatstheater
- Oö. Jugendsinfonieorchester (Oberösterreich)
- Orchester BerlinClassicPlayers
- Orchester Berliner Musikfreunde
- Orchester der Bayreuther Festspiele
- Orchester des Collegium Musicum Bonn
- Orchester der Deutschen Oper Berlin
- Orchester der Hochschule für Musik und Theater „Felix Mendelssohn Bartholdy“ Leipzig
- Orchester der Kulturen (Stuttgart)
- Orchester der Musikalischen Komödie (Leipzig)
- Orchester der Oper Zürich
- Orchester des Bolschoi-Theaters (Moskau)
- Orchester des Mariinski-Theaters (Sankt Petersburg)
- Orchester des Nationaltheaters Mannheim
- Orchester des Opernhauses Halle (seit 2006 Teil der Staatskapelle Halle)
- Orchester des Staatstheaters am Gärtnerplatz (München)
- Orchesterensemble Kanazawa
- Orchestra dell’Accademia Nazionale di Santa Cecilia (Rom)
- Orchestra della Svizzera italiana (Lugano)
- Orchestra del Teatro alla Scala (Mailand)
- Orchestra del Teatro La Fenice (Venedig)
- Orchestra Mozart Bologna
- Orchestra of St. Luke’s (New York)
- Orchestra of the Age of Enlightenment (London)
- Orchestra Roma Sinfonietta
- Orchestra sinfonica di Roma
- Orchestre de Chambre de Lausanne
- Orchestre de Chambre de Luxembourg
- Orchestre de la Société des Concerts du Conservatoire (Paris)
- Orchestre de la Suisse Romande (Genf)
- Orchestre de Paris
- Orchestre des Champs-Élysées (Paris)
- Orchestre des Concerts Lamoureux (Paris)
- Orchestre Métropolitain (Montreal)
- Orchestre national de Belgique (Brüssel)
- Orchestre national de France (Paris)
- Orchestre national de Lille
- Orchestre national de Lyon
- Orchestre national d’Île-de-France (Alfortville)
- Orchestre National du Capitole de Toulouse
- Orchestre philharmonique de Monte-Carlo
- Orchestre philharmonique de Nice (Nizza)
- Orchestre philharmonique de Radio France (Paris)
- Orchestre philharmonique de Strasbourg
- Orchestre Révolutionnaire et Romantique (London)
- Orchestre symphonique de Bretagne (Rennes)
- Orchestre symphonique de Montréal
- Orchestre Symphonique Kimbanguiste (Kinshasa)
- Oregon Symphony Orchestra (Portland)
- ORF Radio-Symphonieorchester Wien
- Orpheus Chamber Orchestra (New York)
- Orquesta Académica de Madrid
- Orquesta Filarmónica de Bogotá
- Orquesta Filarmónica de Buenos Aires
- Orquesta Filarmónica de Cali
- Orquesta Filarmónica de Málaga
- Orquesta Filarmónica de Medellín
- Orquesta Nacional de España (Madrid)
- Orquesta Sinfónica de Euskadi (San Sebastián)
- Orquesta Sinfónica Simón Bolívar de Venezuela (Caracas)
- Orquesta Sinfónica de Madrid
- Orquesta Sinfónica Municipal de Caracas
- Orquesta Sinfónica Nacional de Colombia (Bogotá)
- Orquesta Sinfónica Venezuela (Caracas)
- Orquestra de Cadaqués
- Orquestra Sinfônica Brasileira (Rio de Janeiro)
- Orquestra Sinfônica do Estado de São Paulo
- Orquestra Sinfônica Nacional da Universidade Federal Fluminense (Rio de Janeiro)
- Oslo-Filharmonien
- Oslo Sinfonietta
- Osnabrücker Symphonieorchester

## P
- Pan American Symphony Orchestra (Washington, D.C.)
- Persimfans (Moskau)
- Philadelphia Orchestra
- Philharmonia Hungarica (Marl)
- Philharmonia Orchestra (London)
- Philharmonie Baden-Baden
- Philharmonie Essen (im Saalbau Essen)
- Philharmonie Festiva
- Philharmonie Merck (Darmstadt)
- Philharmonie der Nationen (Hamburg)
- Philharmonie Südwestfalen (Siegen)
- Philharmonieorchester Japan
- Philharmonie-Orchester Ōsaka
- Philharmonieorchester Sendai
- Philharmonieorchester Tokio
- Philharmonisches Kammerorchester Berlin
- Philharmonisches Orchester Altenburg Gera
- Philharmonisches Orchester Bergen (Bergen (Norwegen))
- Philharmonisches Orchester Bremerhaven
- Philharmonisches Orchester der Hansestadt Lübeck am Theater Lübeck
- Philharmonisches Orchester der Stadt Heidelberg
- Philharmonisches Orchester der Stadt Trier (im Theater Trier)
- Philharmonisches Orchester Erfurt
- Philharmonisches Orchester Freiburg
- Philharmonisches Orchester Hagen
- Philharmonisches Orchester Kiel (im Theater Kiel)
- Philharmonisches Orchester Landestheater Coburg
- Philharmonisches Orchester Rotterdam
- Philharmonisches Orchester Teheran
- Philharmonisches Orchester von Luxemburg (zuvor Großes Symphonieorchester von RTL)
- Philharmonisches Orchester Würzburg
- Philharmonisches Staatsorchester Halle (seit 2006 Teil der Staatskapelle Halle)
- Philharmonisches Staatsorchester Hamburg
- Philharmonisches Staatsorchester Mainz
- Pittsburgh Symphony Orchestra
- Portugiesisches Kammerorchester (Oeiras)
- Prager Philharmoniker
- Prager Symphonieorchester
- Prayner-Konservatorium-Orchester (Wien)

## Q
- Queensland Symphony Orchestra (Brisbane)

## R
- Radio Filharmonisch Orkest (Hilversum)
- Radio-Sinfonieorchester Stuttgart
- Rainbow Symphony Cologne (Köln)
- RCA Victor Symphony Orchestra
- recreation – Großes Orchester Graz
- Reichs-Bruckner-Orchester (Linz)
- Orchester des Reichssenders Königsberg
- Residentie Orkest (Den Haag)
- Rheinisches Orchester
- Robert-Schumann-Philharmonie (Chemnitz)
- Rochester Philharmonic Orchestra
- Rotterdams Philharmonisch Orkest
- Royal Concertgebouw Orchestra (Amsterdam)
- Royal Danish Orchestra (Kopenhagen)
- Royal Liverpool Philharmonic Orchestra
- Royal Northern Sinfonia (Newcastle upon Tyne)
- Royal Philharmonic Orchestra (London)
- Royal Scottish National Orchestra (Glasgow)
- Rundfunk-Sinfonieorchester Berlin
- Rundfunk-Sinfonie-Orchester Köln
- Rundfunk-Sinfonieorchester Saarbrücken
- Russische Kammerphilharmonie St. Petersburg
- Russische Nationalphilharmonie
- Russisches Nationalorchester (Moskau)

## S
- Saarländisches Staatsorchester am Saarländischen Staatstheater
- Sächsische Bläserphilharmonie
- Sächsisches Sinfonieorchester Chemnitz
- Sächsische Staatskapelle Dresden
- Saint Louis Symphony Orchestra
- San Francisco Symphony Orchestra
- Sankt Petersburger Philharmoniker
- Orchester schrÄgetÖne (Orchester der Kunstplatte, Stendal)
- Seoul Philharmonic Orchestra
- Shanghai Symphony Orchestra
- Siemens-Orchester Erlangen
- Simón-Bolívar-Orchester (Caracas)
- Sinfonia Varsovia (Warschau)
- Sinfonia Lahti
- Sinfonieorchester Aachen
- Sinfonieorchester Basel
- Sinfonieorchester Bergisch Gladbach
- Sinfonieorchester Hiroshima
- Sinfonieorchester Kyōto
- Sinfonieorchester Kyūshū
- Sinfonieorchester Liechtenstein
- Sinfonieorchester Lübbecke
- Sinfonieorchester Münster
- Sinfonieorchester Sapporo
- Sinfonieorchester Wuppertal
- Sinfonieorchester Yamagata
- Sinfonieorchester der Nationalphilharmonie Warschau
- Sinfonietta da Camera Salzburg
- Sinfonietta Dresden
- Sinfonietta Leipzig
- Sinfonietta Mainz
- Sinfonisches Kammerorchester Berlin
- Singapore Symphony Orchestra
- Slowakische Philharmonie (Bratislava)
- Slowenische Philharmonie (Ljubljana)
- Sorbisches National-Ensemble (Bautzen)
- Spanisches Nationalorchester (Madrid)
- Staatliches Akademisches Sinfonieorchester Russlands (Moskau)
- Staatskapelle Berlin
- Staatskapelle Dresden
- Staatskapelle Halle
- Staatskapelle Weimar
- Staatsorchester Braunschweig
- Staatsorchester Darmstadt am Staatstheater Darmstadt
- Staatsorchester Kassel
- Staatsorchester Rheinische Philharmonie (Koblenz)
- Staatsorchester Stuttgart
- Stamitz-Orchester Mannheim
- Starkenburg Philharmoniker (Viernheim)
- Studentenorchester Münster
- Stuttgarter Kammerorchester
- Stuttgarter Philharmoniker
- Südwestdeutsche Philharmonie Konstanz
- Südwestdeutsches Kammerorchester Pforzheim
- SWR Sinfonieorchester Baden-Baden und Freiburg
- Sydney Symphony Orchestra
- Symfonický orchestr hlavního města Prahy FOK (Prag)
- Symfonieorkest Vlaanderen (Gent)
- Symphonieorchester des Bayerischen Rundfunks (München)
- Symphonieorchester Kinshasa, Demokratische Republik Kongo (ehemals Zaire)
- Symphony of the Air
- Syrisches Nationales Symphonieorchester

## T
- Tasmanian Symphony Orchestra (Hobart)
- Thüringen Philharmonie Gotha-Eisenach
- Thüringer Symphoniker Saalfeld-Rudolstadt
- Tiroler Symphonieorchester Innsbruck
- Tōkyō Kōsei Wind Orchestra
- Tokyo Metropolitan Symphony Orchestra
- Tokyo Symphony Orchestra
- Tonhalle-Orchester Zürich
- Tonkünstler-Orchester Niederösterreich (Wien)
- Toronto Symphony Orchestra
- Tschaikowsky-Symphonieorchester des Moskauer Rundfunks
- Tschechische Philharmonie (Prag)
- Tschechisches National-Symphonieorchester (Prag)
- Tschechisches Symphonieorchester (Prag)
- Tulsa Philharmonic (2002 aufgelöst)
- Tulsa Symphony

## U
- Ulster Orchestra (Belfast)
- Uniorchester Bonn – Camerata musicale
- Upper Austrian Sinfonietta (Oberösterreich)
- Utah Symphony Orchestra (Salt Lake City)

## V
- Vancouver Symphony Orchestra
- Vienna-Konservatorium-Orchester
- Vogtland Philharmonie Greiz Reichenbach

## W
- Warschauer Philharmoniker
- WDR Funkhausorchester Köln
- WDR Sinfonieorchester Köln
- West Australian Symphony Orchestra (Perth)
- West-Eastern Divan Orchestra (Sevilla)
- Wiener Imperial Orchester
- Wiener Johann Strauss Orchester
- Wiener Mozart Orchester
- Wiener Philharmoniker
- Wiener Symphoniker
- Württembergische Philharmonie Reutlingen
- Württembergisches Kammerorchester Heilbronn
- Württembergisches Staatsorchester Stuttgart

## Y
- Yomiuri-Nippon-Sinfonieorchester
- Youth Symphony Orchestra of Ukraine

## Z
- Zagreber Philharmonie
- Zürcher Kammerorchester